# Stan Hope
Stan Hope (Atlantic City, 10 juli 1933) is een Amerikaanse jazzpianist.

## Biografie
Hope groeide op in Atlantic City. Zijn vroege muzikale voorbeelden waren het Count Basie Orchestra, dat in de stad optrad, en de pianist Erroll Garner. Hope kreeg op 10-jarige leeftijd pianoles van zijn moeder. In 1949 begon zijn muziekcarrière en speelde hij onder andere met Coleman Hawkins, Hank Mobley, Lorez Alexandria, Johnny Hartman en Hank Crawford. Bovendien trad hij op in New Yorkse jazzclubs als Birdland, de Village Vanguard en de Blue Note. In 1972 nam hij zijn eerste album op voor Mainstream Records. Midden jaren 1980 werd hij de begeleidingsmuzikant van de zangeres Etta Jones en speelde hij in de band van de tenorsaxofonist Houston Person, met wie hij enkele albums opnam. Person werkte in 1999 ook mee aan Hopes album onder eigen naam Pastels bij Savant Records. Verdere muzikanten waren Ray Drummond en Kenny Washington. In december 2004 volgde het tweede album Put On a Happy Face in dezelfde bezetting. Hopes stijl mengde invloeden van Erroll Garner en Bud Powell.

## Discografie
Albums onder eigen naam
- 1999: Pastels (Savant Records)
- 2005: Put On a Happy Face (Savant Records)

Albums als sideman
- 1987: Houston Person: The Talk of the Town (Muse Records), Basics (Muse Records)
- 1989: Etta Jones: I'll be Seeing You (Muse, 1987), Sugar (Muse Records)
- 1990-92: Hank Crawford: South Central (Milestone)
- 1999: Teddy Edwards: Close Encounters (HighNote Records)
- 2004: Houston Person: Social Call (HighNote Records); To Etta with Love (HighNote Records)

- Gemeinsame Normdatei: 134900456
- International Standard Name Identifier: 0000 0000 5291 7903
- Library of Congress Control Number: nr98034878
- MusicBrainz: b1839a41-011b-483c-aea7-d3c5e4a1dd8f
- Nationale Bibliotheek van Israël: 987007394702305171
- Virtual International Authority File: 31912050
- WorldCat: E39PBJdh4PJP9bkrKRXRkC3JDq